# One Kiss
One Kiss – singel szkockiego producenta muzycznego i DJ-a Calvina Harrisa oraz brytyjskiej piosenkarki Dua Lipy. Singel został wydany 6 kwietnia 2018 roku. Twórcą tekstu są Dua Lipa, Jessie Reyez oraz Calvin Harris, który odpowiada również za jego produkcję.
Singel osiągnął szczytową pozycję notowania UK Singles Chart w dniu 20 kwietnia 2018 roku, tydzień po debiucie na miejscu trzecim. W Polsce singel uplasował się na 1 pozycji wśród najczęściej odtwarzanych utworów w notowaniu AirPlay – Top.

## Teledysk
Teledysk do utworu został wyreżyserowany przez Emila Nava, a jego premiera odbyła się w serwisie Apple Music 1 maja 2018 roku, dzień później teledysk został zaprezentowany premierowo w serwisie YouTube.

## Lista utworów
- Digital download

1. "One Kiss" – 3:34

- Digital download – Jauz extended remix[4]

1. "One Kiss" (Jauz extended remix) – 5:00

- Digital download – Zhu remix[5]

1. "One Kiss" (Zhu remix) – 4:00

- Digital download – Oliver Heldens remix[6]

1. "One Kiss" (Oliver Heldens remix) – 4:41

- 12" vinyl[7]

1. "One Kiss" – 3:34
2. "One Kiss" (Extended Mix) – 4:42

## Notowania i certyfikaty
| Lista (2018)                                  | Najwyższa pozycja |
| --------------------------------------------- | ----------------- |
| Argentyna (Monitor Latino)                    | 9                 |
| Australia (Top 50 Singles)                    | 3                 |
| Austria (Ö3 Austria Top 40)                   | 1                 |
| Belgia (Ultratop 50 Singles, Flandria)        | 1                 |
| Belgia (Ultratop 50 Singles, Walonia)         | 1                 |
| Czechy (Singles Digitál – Top 100)            | 1                 |
| Dania (Track Top-40)                          | 2                 |
| Finlandia (Suomen virallinen lista – Singlet) | 3                 |
| Francja (Top Singles & Titres)                | 2                 |
| Hiszpania (PROMUSICAE)                        | 13                |
| Holandia (Dutch Top 40)                       | 1                 |
| Holandia (Single Top 100)                     | 1                 |
| Irlandia (Singles Chart)                      | 1                 |
| Japonia (Japan Hot 100)                       | 44                |
| Kanada (Billboard Canadian Hot 100)           | 8                 |
| Malezja (RIM)                                 | 5                 |
| Meksyk (Monitor Latino)                       | 2                 |
| Niemcy (Media Control Charts)                 | 1                 |
| Norwegia (VG-Lista)                           | 5                 |
| Nowa Zelandia (Recorded Music NZ)             | 6                 |
| Polska (AirPlay – Top)                        | 1                 |
| Portugalia (AFP)                              | 1                 |
| Rosja (Tophit)                                | 1                 |
| Słowacja (Rádio – Top 100)                    | 7                 |
| Słowacja (Singles Digitál – Top 100)          | 1                 |
| Stany Zjednoczone (Hot 100)                   | 26                |
| Szwajcaria (Singles Top 100)                  | 2                 |
| Szwecja (Sverigetopplistan)                   | 4                 |
| Węgry (Single (track) Top 40 lista)           | 1                 |
| Wielka Brytania (UK Singles Chart)            | 1                 |
| Włochy (FIMI)                                 | 8                 |

| Kraj                         | Certyfikat                      | Sprzedaż   |
| ---------------------------- | ------------------------------- | ---------- |
| Australia (ARIA)             | 9x platynowa płyta              | 630 000+   |
| Austria (IFPI Austria)       | 2x platynowa płyta              | 60 000+    |
| Belgia (BEA)                 | 2x platynowa płyta              | 80 000+    |
| Brazylia (Pro-Música Brasil) | 3x diamentowa płyta             | 480 000+   |
| Dania (IFPI Danmark)         | 3x platynowa płyta              | 270 000+   |
| Francja (SNEP)               | diamentowa płyta                | 333 333+   |
| Hiszpania (Promusicae)       | 3x platynowa płyta              | 180 000+   |
| Kanada (MC)                  | 3x platynowa płyta              | 240 000+   |
| Meksyk (AMPROFON)            | diamentowa + 4x platynowa płyta | 540 000+   |
| Niemcy (BVMI)                | 2x platynowa płyta              | 800 000+   |
| Norwegia (IFPI Norge)        | 2x platynowa płyta              | 120 000+   |
| Nowa Zelandia (RMNZ)         | platynowa płyta                 | 30 000+    |
| Polska (ZPAV)                | diamentowa płyta                | 100 000+   |
| Portugalia (AFP)             | 4x platynowa płyta              | 40 000+    |
| Stany Zjednoczone (RIAA)     | 4x platynowa płyta              | 4 000 000+ |
| Szwajcaria (IFPI Schweiz)    | 3x platynowa płyta              | 60 000+    |
| Wielka Brytania (BPI)        | 5x platynowa płyta              | 3 000 000+ |
| Włochy (FIMI)                | 3x platynowa płyta              | 150 000+   |